# Шинерское сельское поселение
Шине́рское се́льское поселе́ние (чув. Шӗнер ял тӑрӑхӗ) — муниципальное образование в Вурнарском районе Чувашии Российской Федерации.
Административный центр — деревня Шинеры.

## История
Статус и границы сельского поселения установлены Законом Чувашской Республики от 24 ноября 2004 года № 37 «Об установлении границ муниципальных образований Чувашской Республики и наделении их статусом городского, сельского поселения, муниципального района и городского округа».

## Население
| 2010 | 2012  | 2013  | 2014  | 2015  | 2016  | 2017 |
| ---- | ----- | ----- | ----- | ----- | ----- | ---- |
| 1150 | ↘1100 | ↘1093 | ↘1060 | ↘1041 | ↘1015 | ↘995 |
| 2018 | 2019  | 2020  | 2021  |       |       |      |
| ↘956 | ↗969  | ↘954  | ↘936  |       |       |      |

## Состав сельского поселения
| № | Населённый пункт | Тип населённого пункта          | Население |
| - | ---------------- | ------------------------------- | --------- |
| 1 | Ишлей            | деревня                         | ↘88       |
| 2 | Чириш-Шинеры     | деревня                         | ↗417      |
| 3 | Шинеры           | деревня, административный центр | ↘477      |
| 4 | Шоркасы          | деревня                         | ↗161      |